# C. k.

C. a k. rakousko-uherský erb (1915)

c. k. a c. a k. (německy k. k., k. u. k., k. und k. nebo k. & k.) jsou zkratky z období dvojí monarchie Rakouska-Uherska v letech 1867 až 1918, kdy rakouský císař zároveň vládl jako uherský král:
- c. k., zkratka pro císařsko-královský (německy k. k., Kaiserlich-königlich) – používala se pro označení v titulu orgánů rakouské části Rakousko-Uherska, císařský se vázalo k rakouský a královský český.(v letech 1804–67 se používala pro celé území habsburské říše, kdy císařský bylo označení pro rakouskou a královský pro uherskou část říše);
- c. a k., zkratka pro císařský a královský (německy k. u. k., kaiserlich und königlich) – používala se pro označení v titulu orgánů společných Rakousku i Uherskému království, pro armádu a námořnictvo však až od roku 1889;
- král. uher., zkratka pro královský uherský (německy k. u., königlich ungarisch, maďarsky m. k., magyar király) – používala se pro označení v titulu orgánů v uherské části monarchie.
- král. český, či k. č. bylo označení pro zemské instituce království Českého.

Ze zkratek k. k. (k. und k.) vytvořil rakouský spisovatel Robert Musil ve svém díle Muž bez vlastností název fiktivní země Kakánie.